# Hermann Buse
Hermann Buse (Berlino, 27 febbraio 1907 – Brema, 1º gennaio 1945) è stato un ciclista su strada tedesco.
Professionista tra il 1929 e il 1937, vinse la Liegi-Bastogne-Liegi nel 1930.

## Carriera
Corse per la Opel, la Dürkopp, la Pullmann, l'Atala, la Delangle, l'Olympia & O.Egg, la Wanderer, la O.Egg, la Tendil e la Presto. Nel 1930 vinse la Liegi-Bastogne-Liegi, il Giro di Germania e il Giro dell'Harz. L'anno successivo si impose nel Gran Premio del Nord del Belgio e vinse la tappa di Liegnitz al Giro di Germania. Nel 1932 vinse la tappa di Udine al Giro d'Italia, e vestì per cinque giorni la maglia rosa. Nel 1933 vinse il Giro dell'Alta Savoia e nel 1935 vinse una tappa al Giro di Corsica. Partecipò complessivamente a due edizioni del Giro d'Italia, dal 1932 al 1933, e a quattro edizioni del Tour de France, dal 1930 al 1934.

## Palmarès
- 1930

Liegi-Bastogne-Liegi
Classifica generale Deutschland Tour
Giro dell'Harz
- 1931

Gran Premio del Nord del Belgio
8ª tappa Deutschland Tour (Breslavia > Liegnitz)
- 1932

2ª tappa Giro d'Italia (Vicenza > Udine)
- 1933

Giro dell'Alta Savoia
- 1935

4ª tappa, 1ª semitappa Giro della Corsica (Corte > Bastia)

## Piazzamenti

### Grandi giri
- Giro d'Italia

1932: 16º
1933: 29º
- Tour de France

1930: ritirato (9ª tappa)
1931: 22º
1933: ritirato (10ª tappa)
1934: ritirato (18ª tappa)

### Classiche
- Milano-Sanremo

1933: 31º
- Liegi-Bastogne-Liegi

1930: vincitore
1932: 4º

### Competizioni mondiali
- Campionati del mondo

Liegi 1930 - In linea: 13º
Montlhéry 1933 - In linea: ritirato